# رمز جایگشت
در رمزنگاری، سیستم 'رمز جایگشت در واقع یک سیستم رمزنگاری جابجایی است که کلید در آن یک جایگشت است. برای به‌دست آوردن یک متن رمزی در این سیستم، یک جایگشت تصادفی با اندازه e تولید می‌شود (مقادیر بزرگ‌تر e متن رمزی امن‌تری ایجاد می‌کنند). سپس متن اصلی به قسمت‌هایی با اندازه e شکسته می‌شود و حروف هر یک از این قسمت‌ها، طبق کلید تولید شده، جایگشت می‌یابند.
هر سیستم رمز جابجایی می‌تواند به صورت یک سیستم رمز جایگشت دیده شود که در این صورت e برابر طول متن اصلی است.

## تشخیص متن رمزی
در این سیستم در واقع متن رمزی حاصل جایگشت زیرقسمت‌هایی از متن اصلی است؛ بنابراین فرکانس تک حرفی‌هادر متن رمزی و متن اصلی با یکدیگر برابر است. این بدان معناست که با استفاده از تحلیل‌های آماری می‌توان متن اصلی را تشخیص داد.

## شکستن متن رمزی
در رمز جایگشت فرکانس تک حرفی‌ها ثابت باقی می‌ماند؛ اما فرکانس دوحرفی‌ها و سه حرفی‌ها و … در زبان انگلیسی یکسان نیست. پس از این طریق می‌توان به این سیستم حمله کرد. ابتدا متن رمزی را به‌صورت ستونی بازنویسی کرده، سپس به دنبال این هستیم که ستون‌هایی که محتمل تر هستند که مجاور باشند تشخیص دهیم. به عبارت دیگر برای هر ستون از بین ستون‌های باقی‌مانده ستونی را برگزینیم که وقتی در کنار آن قرار گیرد فرکانس دوحرفی‌ها بیشترین تطابق را با فرکانس دوحرفی‌های زبان انگلیسی داشته باشد، اگر همه حدس‌ها درست باشند، بدین ترتیب یک جایگشت دوری از کلید به‌دست می‌آید که با امتحان کردن e حالت مختلف می‌توان جایگشت صحیح را پیدا کرد.